# 東河村
東河村（とがむら）は、兵庫県朝来郡にあった村。現在の朝来市和田山町の東部、和田山駅の北東一帯、円山川支流・東河川の流域にあたる。

## 地理
- 山岳：室尾山、宝山
- 河川：円山川、東河川

## 歴史
- 1889年（明治22年）4月1日 - 町村制の施行により、柳原村・岡田村・野村・中村・和田村・久田和村・宮村・白井村の区域をもって発足。
- 1955年（昭和30年）3月31日 - 和田山町と合併し、改めて和田山町が発足。同日東河村廃止。